# 2-я полицейская часть
2-я полицейская часть (тат. 2 нче пүлисә часы) — один из районов дореволюционной Казани. 
На востоке граничила по Булаку с 1-й полицейской частью, на юге (по ул. Евангелистовской) — с 5-й полицейской частью.

## Инфраструктура
В 1900 году на территории части находились 7 православных церквей, 3 мечети (Султановская, Галеевская и Сенная), 961 жилой дом (310 каменных и 651 деревянный), 1366 нежилых зданий (615 каменных и 751 деревянное).

## Население
| 1863 | 1900    | 1917    | 1920    | 1923    |
| ---- | ------- | ------- | ------- | ------- |
| 7907 | ↗20 280 | ↘14 340 | ↗16 977 | ↗19 145 |

### Религиозный и национальный состав
Религиозный состав (1900): православные — 12 027 чел. (59,3%), мусульмане — 7 111 чел. (35,1%), раскольники — 995 чел. (4,9%), евреи —  326 чел. (0,7%).
Национальный состав (1920): русские — 9 735 чел. (57,3%), татары — 6 232 чел. (36,7%).